# Daniel Jensen
Daniel Monberg Jensen (sinh ngày 25 tháng 6 năm 1979 ở Copenhagen) là một cựu cầu thủ bóng đá người Đan Mạch hiện đã giải nghệ. Anh chơi hơn 30 trận và ghi 3 bàn cho đội tuyển Đan Mạch, và cùng đội tuyển tham dự Euro 2004. Anh là em trai của cựu tuyển thủ Đan Mạch Niclas Jensen.

## Tiểu sử
Sinh ở Copenhagen, Daniel Jensen bắt đầu chơi bóng ở câu lạc bộ Boldklubben 1893 ở giải hạng nhất Đan Mạch.Anh được gọi vào đội U-19 Đan Mạch vào tháng 9 năm 1995 và có lần ra sân đầu tiên cho Boldklubben vào mùa thu năm 1996.Anh ra sân tổng cộng 16 trận và ghi 3 bàn cho đội U-19 trước khi anh gia nhập đội bóng Hà Lan Heerenveen vào tháng 7 năm 1998.Khi ở Heerenveen, anh chơi 19 trận và ghi 2 bàn cho đội U-21 Đan Mạch. Vào tháng 2 năm 2002, anh có trận đấu đầu tiên cho đội tuyển Đan Mạch dưới thời huấn luyện viên Morten Olsen.
Sau hơn 100 trận chơi cho Heerenveen, hợp đồng của anh hết hạn vào mùa hè 2003, và anh rời câu lạc bộ theo dạng chuyển nhượng tự do.Anh chuyển tới giải La Liga, và ký hợp đồng 1 năm với đội bóng mới lên hạng Real Murcia vào tháng 8 năm 2003.Murica đứng cuối bảng xếp hạng La Liga ở mùa giải 2003-04, và Jensen được một số đội bóng Đức quan tâm.Anh được gọi vào đội tuyển Đan Mạch để chuẩn bị cho Euro 2004 vào tháng 6 năm 2004.Anh bắt đầu Euro 2004 với vị trí chính thức trong đội hình, và chơi đầy đủ cả trận đấu trong các trận tiếp Ý và Bulgaria.Anh được thay thế bởi Christian Poulsen trong trận thứ ba của Đan Mạch, và phải nhìn Đan Mạch bị Séc loại ở tứ kết trên ghế dự bị.
Trở về từ Euro 2004, Murcia gia hạn hợp đồng với Jensen thêm 2 năm.Như vậy có nghĩa là Jensen đã không còn là cầu thủ tự do nữa, và anh được bán cho đội bóng Đức Werder Bremen với giá 1 triệu Euro vào tháng 7 năm 2004.Vào tháng 8 năm 2006, anh cùng Bremen vô địch cúp quốc gia Đức. Vào tháng 1 năm 2008, Jensen gia hạn hợp đồng với Werder Bremen, giữ anh ở lại đội bóng đến năm 2011.

## Danh hiệu
- Cúp Premier Liga Pokal:2006
- Cúp quốc gia Đức:2009